# Sziki csiperke
A sziki csiperke (Agaricus bernardii) szürkésfehér színű, alacsony, széles és lapos kalapú, a csiperkefélék családjába tartozó gombafaj. Ehető, bár nyersen kellemetlen szagú lehet. Európában, Ázsiában, Észak-Amerikában és Új-Zélandon fordul elő a tengerpartokon, szikes réteken, legelőkön, ahol a talajnak magas a sótartalma.

## Megjelenése

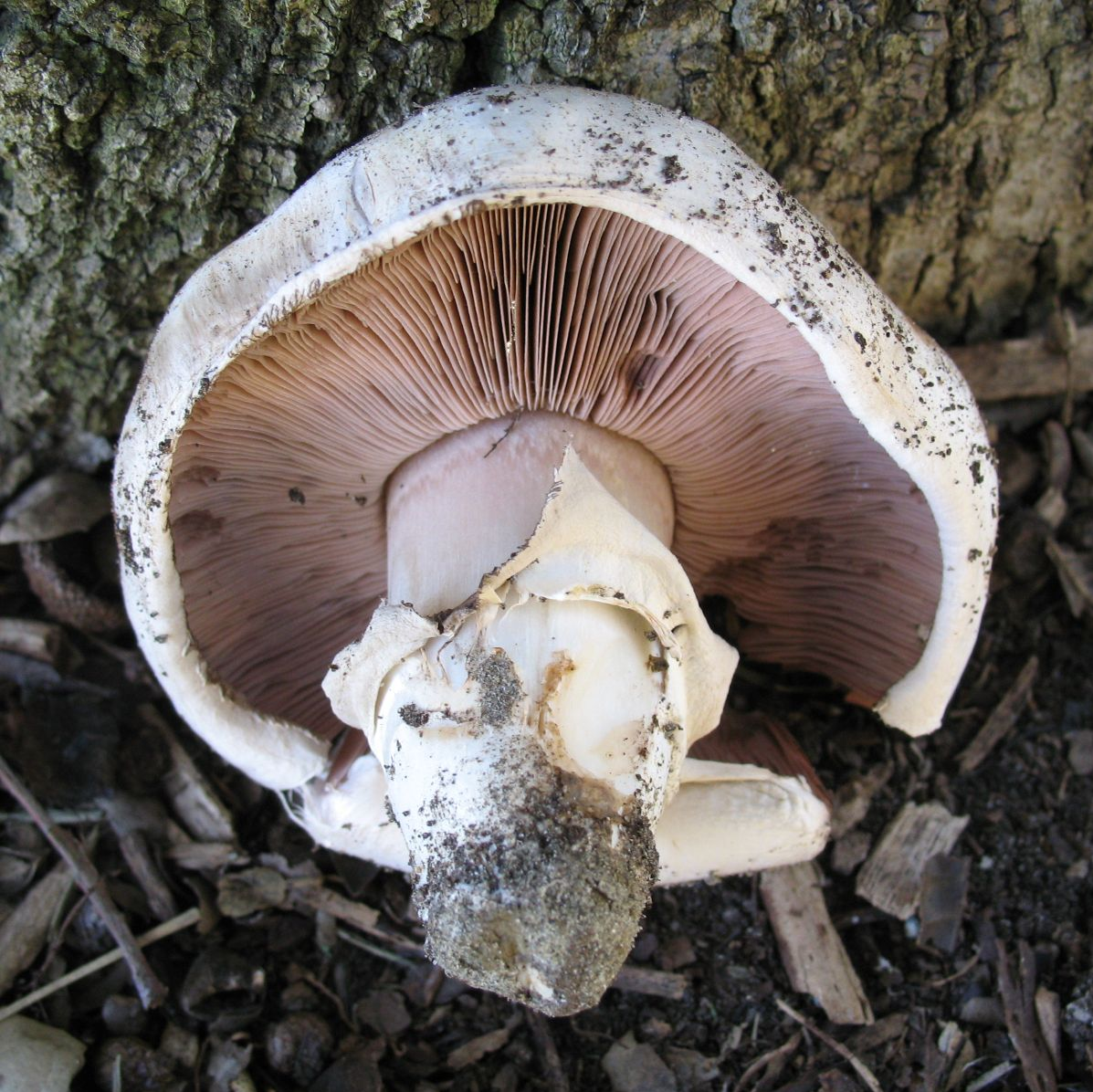
Sűrűn álló lemezei nem nőttek a tönkhöz

A sziki csiperke termőtestének kalapja fiatalon domború, amely idővel kilaposodik. Átmérője többnyire 5–15 cm között van, de kivételes esetben 30 cm-esre is megnőhet. Felülete sima és száraz; színe szürkésfehér vagy halvány barnássárga árnyalatú, idővel barna foltok jelenhetnek meg rajta. Bőre vastag, lehúzható. A fiatal példány kalapjának széle erősen begöngyölt. Az idősebb gomba felszíne táblásan, pogácsaszerűen felrepedezik. Húsa vastag, merev; fehér színű, de vágásra, nyomásra előbb vörösbarna-narancsvörösre változik ami később halványszürke, szürkésbarnás lesz. A színváltás eléggé lassú is lehet. Szaga enyhén sós, de lehet kellemetlen is. Lemezei sűrűn állóak, nem nőttek a tönkhöz. A lemezek fiatalon hússzínűek, szürkésrózsaszínek, ami a spórák érésével vörösbarnává majd csokoládébarnává sötétedik. Tönkje belül tömör, vaskos, zömök: 4–10 cm magas és 2–4 cm vastag. A fiatal gomba lemezeit vékony hártya takarja, ami ahogy nő, felszakadozik és maradványai fehér gallért alkotnak a tönk közepe táján.
Kissé kellemetlen szaga ellenére ehető, jóízű gomba. Íze az ízletes csiperkéhez hasonlít, csak kissé rágósabb és sósabb lehet. Szaga a sütés, főzés során eltűnik. Nem ajánlott nagy mennyiségben fogyasztani, mert emésztési zavarokat okozhat.
Spórapora sötétbarna. A spórák sima felületűek, oválisak, 6-7,5 mikrométer hosszúak és 5-6 mikrométer szélesek. A bunkó formájú, 14–25 mikrométer hosszú és 4–7 mikrométer széles spóratermő bazídiumokon négy spóra érik.

### Hasonló fajok
A szintén ehető ízletes csiperke (Agaricus bitorquis) hasonlít a sziki csiperkéhez, de neki kettős gallérja van, nincs kellemetlen halszaga, húsa nem vörösödő és kalapja nem repedezik fel táblásan. 1975-ben a Hortobágyon leírták az Agaricus bernardiiformist, amelyik kisebb spórái és nem vörösödő húsa különböztet meg a sziki csiperkétől; ezt azonban a MycoBank nem ismeri el különálló fajnak.
Valamennyi csiperkefajnál gondolni kell a gyilkos galócával való összetéveszthetőségre, különösen a fiatal példányok esetén. A sziki csiperkénél a rózsaszín lemezek, a bocskor hiánya és a termőhely (erdő helyett réteken, legelőkön) különböztetik meg tőle.

## Elterjedése és élőhelye
A sziki csiperke Európában, Ázsiában, Észak-Amerikában (beleértve Mexikót) és Új-Zélandon fordul elő. Magyarországon az Alföldön, főleg a Hortobágyon gyakori, helyenként tömeges is lehet.
Homokos talajú, szikes réteken, legelőkön, vagy a tengerpartokon nő, ahol a sókoncentráció viszonylag magas. Terjedőben van az utak mentén, ahol a téli jégmentesítéshez sót szórtak ki és az kimosódott a környező talajba. Júniustól októberig egyesével vagy csoportosan; legelőkön boszorkánykörben is nő. Egy csehországi vizsgálat kimutatta, hogy a nehézfémmel szennyezett talajból felveszi az ezüstionokat. Míg a talajban az ezüst koncentrációja alig érte el az 1 mg/kg-ot, a szárított gombakalapokban mennyisége 544 mg/kg-ra rúgott (a tönkben kb. feleennyi).

## Taxonómiája
A sziki csiperkét Lucien Quélet francia mikológus írta le először 1879-ben Psalliota bernardi néven. Tudományos nevét G. Bernardról kapta, aki a kutatásban felhasznált példányokat gyűjtötte La Rochelle mellett. Pier Andrea Saccardo 1887-ben átsorolta az Agaricus nemzetségbe. A sziki csiperke egyéb szinonimái: Pratella bernardii, Fungus bernardii, Agaricus campestris subsp. bernardii.

## Fordítás
- Ez a szócikk részben vagy egészben  az   Agaricus bernardii című angol Wikipédia-szócikk ezen változatának fordításán alapul.  Az eredeti cikk szerkesztőit annak laptörténete sorolja fel. Ez a jelzés csupán a megfogalmazás eredetét és a szerzői jogokat jelzi, nem szolgál a cikkben szereplő információk forrásmegjelöléseként.